# 第4次吉田内閣
第4次吉田内閣（だいよじ よしだないかく）は、衆議院議員・自由党総裁の吉田茂が第50代内閣総理大臣に任命され、1952年（昭和27年）10月30日から1953年（昭和28年）5月21日まで続いた日本の内閣。
第4次内閣は大日本帝国憲法下での1900年（明治33年）に伊藤博文が明治天皇からの大命降下を受けて組閣した第4次伊藤内閣以来であり、日本国憲法下では初めてであった。また、この後第4次内閣を組閣した内閣は長らく存在しなかったが、65年後の2017年（平成29年）に安倍晋三が第195回国会で首班指名を経て第4次安倍内閣を組閣した

## 内閣の顔ぶれ・人事

### 国務大臣
| 職名             | 代 | 氏名         | 氏名                        | 出身         | 特命事項等                                      | 備考         |
| ---------------- | -- | ------------ | --------------------------- | ------------ | ----------------------------------------------- | ------------ |
| 内閣総理大臣     | 50 | 吉田茂       |                             | 衆議院自由党 | 自由党総裁                                      |              |
| 国務大臣         | ー | 緒方竹虎     |                             | 衆議院自由党 |                                                 |              |
| 副総理           | ー | 緒方竹虎     | 1952年（昭和27年）11月28日- | 衆議院自由党 |                                                 |              |
| 法務大臣         | 2  | 犬養健       |                             | 衆議院自由党 |                                                 | 初入閣       |
| 外務大臣         | 72 | 岡崎勝男     |                             | 衆議院自由党 |                                                 |              |
| 大蔵大臣         | 56 | 向井忠晴     |                             | 民間         |                                                 | 初入閣       |
| 文部大臣         | 69 | 岡野清豪     |                             | 衆議院自由党 |                                                 |              |
| 厚生大臣         | 22 | 山縣勝見     |                             | 参議院自由党 |                                                 |              |
| 農林大臣         | 15 | 小笠原三九郎 |                             | 衆議院自由党 |                                                 |              |
| 農林大臣         | 16 | 広川弘禅     |                             | 衆議院自由党 | 1952年（昭和27年）12月5日--                     | 3月3日付罷免 |
| 農林大臣         | 17 | 田子一民     |                             | 衆議院自由党 | 1953年（昭和28年）3月3日--                      |              |
| 通商産業大臣     | 6  | 池田勇人     |                             | 衆議院自由党 |                                                 |              |
| 通商産業大臣     | 7  | 小笠原三九郎 |                             | 衆議院自由党 | 1952年（昭和27年）12月5日--（農林大臣から移職） |              |
| 運輸大臣         | 14 | 石井光次郎   |                             | 衆議院自由党 | 元商工大臣                                      |              |
| 郵政大臣         | 4  | 高瀬荘太郎   |                             | 参議院緑風会 | 元文部大臣                                      |              |
| 労働大臣         | 7  | 戸塚九一郎   |                             | 衆議院自由党 |                                                 | 初入閣       |
| 建設大臣         | 7  | 佐藤栄作     |                             | 衆議院自由党 |                                                 |              |
| 建設大臣         | 8  | 戸塚九一郎   |                             | 衆議院自由党 | 労働大臣、北海道開発庁兼任                      |              |
| 行政管理庁長官   | 10 | 本多市郎     |                             | 衆議院昭和会 |                                                 |              |
| 自治庁長官       | 2  | 本多市郎     | 兼務                        | 衆議院昭和会 |                                                 |              |
| 保安庁長官       | 1  | 木村篤太郎   |                             | 衆議院自由党 |                                                 |              |
| 経済審議庁長官   | 3  | 池田勇人     |                             | 衆議院自由党 |                                                 |              |
| 経済審議庁長官   | 4  | 小笠原三九郎 |                             | 衆議院自由党 | 兼務 1952年（昭和27年）11月29日--               |              |
| 経済審議庁長官   | 5  | 水田三喜男   |                             | 衆議院自由党 | 1953年（昭和28年）3月3日--                      |              |
| 北海道開発庁長官 | 4  | 佐藤栄作     |                             | 衆議院自由党 |                                                 |              |
| 北海道開発庁長官 | 5  | 戸塚九一郎   |                             | 衆議院自由党 | 兼務 1953年（昭和28年）2月10日--                |              |
| 国務大臣         | ー | 大野木秀次郎 |                             | 参議院自由党 |                                                 |              |
| 国務大臣         | ー | 林屋亀次郎   |                             | 参議院自由党 |                                                 |              |

### 内閣官房長官・副長官
- 内閣官房長官 - 緒方竹虎（国務大臣兼務）/ 福永健司：1953年（昭和28年）3月24日--  
  - 法制局長官 - 佐藤達夫
  - 内閣官房副長官 - 菅野義丸：1953年（昭和28年）3月23日）/ 田中不破三：1953年（昭和28年）3月28日--
  - 内閣官房副長官 - 江口見登留

### 政務次官
1952年（昭和27年）11月10日任命。
- 法務政務次官 - 押谷富三
- 外務政務次官 - 中村幸八
- 大蔵政務次官 - 愛知揆一
- 文部政務次官 - 広瀬与兵衛
- 厚生政務次官 - 越智茂: - 1953年（昭和28年）3月3日（罷免） /菅家喜六 :1953年（昭和28年）3月11日 -
- 農林政務次官 - 松浦東介: - 1953年（昭和28年）3月3日（罷免） /篠田弘作:1953年（昭和28年）3月5日 -
- 通商産業政務次官 - 小平久雄
- 運輸政務次官 - 木村公平
- 郵政政務次官 - 平井義一
- 労働政務次官 - 福田一
- 建設政務次官 - 三池信: - 1953年（昭和28年）5月14日
- 行政管理政務次官 - 中川幸平
- 自治政務次官 - 鈴木善幸
- 保安政務次官 - 岡田五郎
- 経済審議政務次官 - 小川平二
- 北海道開発政務次官 - 青山正一

## 概要
今日、バカヤロー解散として知られる吉田の発言があったのが、この内閣の時である。第25回衆議院議員総選挙の結果発足した内閣だが、この発言によりわずか半年余りで衆議院解散となった。